# Мон Пэг (станция)
Мон Пэг — железнодорожная станция, открытая 24 июля 1848 года и обеспечивающая транспортной связью одноимённые город и таунленд в графстве Карлоу, Республика Ирландия.

## История
Станция была открыта компанией Great Southern and Western Railway под именем Багналстаун (англ. Bagnalstown) и впоследствии вошла в состав Great Southern Railways. При национализации линии была передана Coras Iompair Éireann в соответствии с Transport Act 1944, вступившим в силу с 1 января 1945 года.
В 1963 году станция была закрыта, но повторно открылась в 1988 году.